# マクリーン郡 (ケンタッキー州)
マクリーン郡（英: McLean County）は、アメリカ合衆国ケンタッキー州の西部に位置する郡である。2010年国勢調査での人口は9,531人であり、2000年の9,938人から4.1%減少した。郡庁所在地はカルフーン市（人口763人）であり、同郡で人口最大の都市はリバーモア市（人口1,365人）である。
マクリーン郡は、デイビース郡やハンコック郡と共に、オーエンズボロ大都市圏に属しており、都市圏人口は2002年推計で110,314人だった。郡内のどこにおいてもアルコール飲料の販売が禁止されている「ドライ郡」（禁酒郡）である。

## 歴史
マクリーン郡は、1854年2月6日にケンタッキー州議会で成立した法によって、周辺のデイビース郡、オハイオ郡、ミューレンバーグ郡からそれぞれ一部を合わせて設立された。郡名は、ミューレンバーグ郡の郡庁所在地グリーンビル市の設立者で、判事を務めたオルニー・マクリーンに因んで名付けられた。

## 地理
アメリカ合衆国国勢調査局に拠れば、郡域全面積は256.17平方マイル (663.5 km2)であり、このうち陸地254.30平方マイル (658.6 km2)、水域は1.88平方マイル (4.9 km2)で水域率は0.73%である。

### 特徴的な地形
マクリーン郡はケンタッキー州の西部炭田地帯に属している。
グリーン川が郡の南東部から北西に横切っている。この川はケンタッキー州内にその全体がある川として最長である。グリーン川に架かる橋は、カルフーン、リバーモア、およびビーチグローブの西にある。郡内のグリーン川は航行が可能であり、カルフーン市にあるアメリカ陸軍工兵司令部の閘門とダム第2号が船の運航を助けている。

### 隣接する郡
- ヘンダーソン郡 - 北西
- デイビース郡 - 北東
- オハイオ郡 - 東
- ミューレンバーグ郡 - 南
- ホプキンス郡 - 南西、グリーン川の対岸
- ウェブスター郡 - 西

## 人口動態
以下は2000年国勢調査による人口統計データである。
| 基礎データ - 人口: 9,938人 - 世帯数: 3,984 世帯 - 家族数: 2,880 家族 - 人口密度: 15人/km2（39人/mi2） - 住居数: 4,392軒 - 住居密度: 7軒/km2（17軒/mi2） 人種別人口構成 - 白人: 98.58% - アフリカン・アメリカン: 0.36% - ネイティブ・アメリカン: 0.16% - アジア人: 0.04% - 太平洋諸島系: 0.01% - その他の人種: 0.31% - 混血: 0.53% - ヒスパニック・ラテン系: 0.84% 年齢別人口構成 - 18歳未満: 24.2% - 18-24歳: 8.3% - 25-44歳: 27.7% - 45-64歳: 25.4% - 65歳以上: 14.5% - 年齢の中央値: 38歳 - 性比（女性100人あたり男性の人口） - 総人口: 96.4 - 18歳以上: 93.2 | 世帯と家族（対世帯数） - 18歳未満の子供がいる: 32.3% - 結婚・同居している夫婦: 60.0% - 未婚・離婚・死別女性が世帯主: 8.7% - 非家族世帯: 27.7% - 単身世帯: 24.7% - 65歳以上の老人1人暮らし: 11.4% - 平均構成人数 - 世帯: 2.47人 - 家族: 2.93人 収入と家計 - 収入の中央値 - 世帯: 29,675米ドル - 家族: 35,322米ドル - 性別 - 男性: 28,446米ドル - 女性: 19,432米ドル - 人口1人あたり収入: 16,046米ドル - 貧困線以下 - 対人口: 16.0% - 対家族数: 13.7% - 18歳未満: 21.1% - 65歳以上: 18.5% |

## 都市と町
郡内には法人化された4つの都市がある。人口は2010年国勢調査のものである。
- カルフーン市は人口763人、グリーン川の北岸で郡域の中心にあり、郡庁所在地である
- リバーモア市は人口1,365人と郡内最大の都市である。郡東部のラフ川とグリーン川が合流する景観の良い地点にある。リバーモアの橋はラフ川を渡ってオハイオ郡のほんの一部に橋塔があり、グリーン川を渡って郡内に戻ってくる

他の2都市はサクラメント市とアイランド市であり、郡の南部にある。
- サクラメント市では毎年、南北戦争のサクラメントの戦いを再現している。郡内では最大の観光行事である。人口は467人である
- アイランド市では毎年、木製橋祭が開催されている。人口は458人である。

郡内には他にそこそこの人口があるが、未編入の町が2つある。
- ビーチグローブは大きい方の町であり、郡のパンハンドル部の丘陵にある
- ラムジーは歴史ある町であり、グリーン川を挟んでカルフーン市の南岸にある

その他小集落として、カマー、コングルトン、ライツバーグ、エルバ、ポバティ、クレオパトラ、リーモン、ワイマン、パック、セミウェイ、ポプラグローブ、ガフィ、ビューエル、ナッコルズ、リビア、グレンビル、バトンズベリーがある。

## 教育
郡内はその全体を管轄する公共教育学区があり、児童生徒数1,700人ほど、高校は1校ある。
- マクリーン郡高校は生徒数約500人、6年生から8年生の中学を併設している
- マクリーン郡中学は生徒数約350人である。2006年から2007年の学校年度で、ハンコック郡との最終年試験で第3位、公立学校では第2位になった

2つの学校はカルフーン市の東、ケンタッキー州道136号線沿いにあり、クーガーをマスコットにしている。
さらにカルフーン市、リバーモア市、サクラメント市には幼稚園生から5年生を教える小学校3校がある。カルフーン市とリバーモア市の小学校はそれぞれ児童数約300人、サクラメント小学校は同125人である。現在サクラメント小学校の今後が問題にされており、地元教育委員会は、資金さえ得られれば、学校を改修する計画を承認した。
郡住民の350ないし400人は、常に何らかの形で高等教育機関に入っている。